# Arūnas Degutis

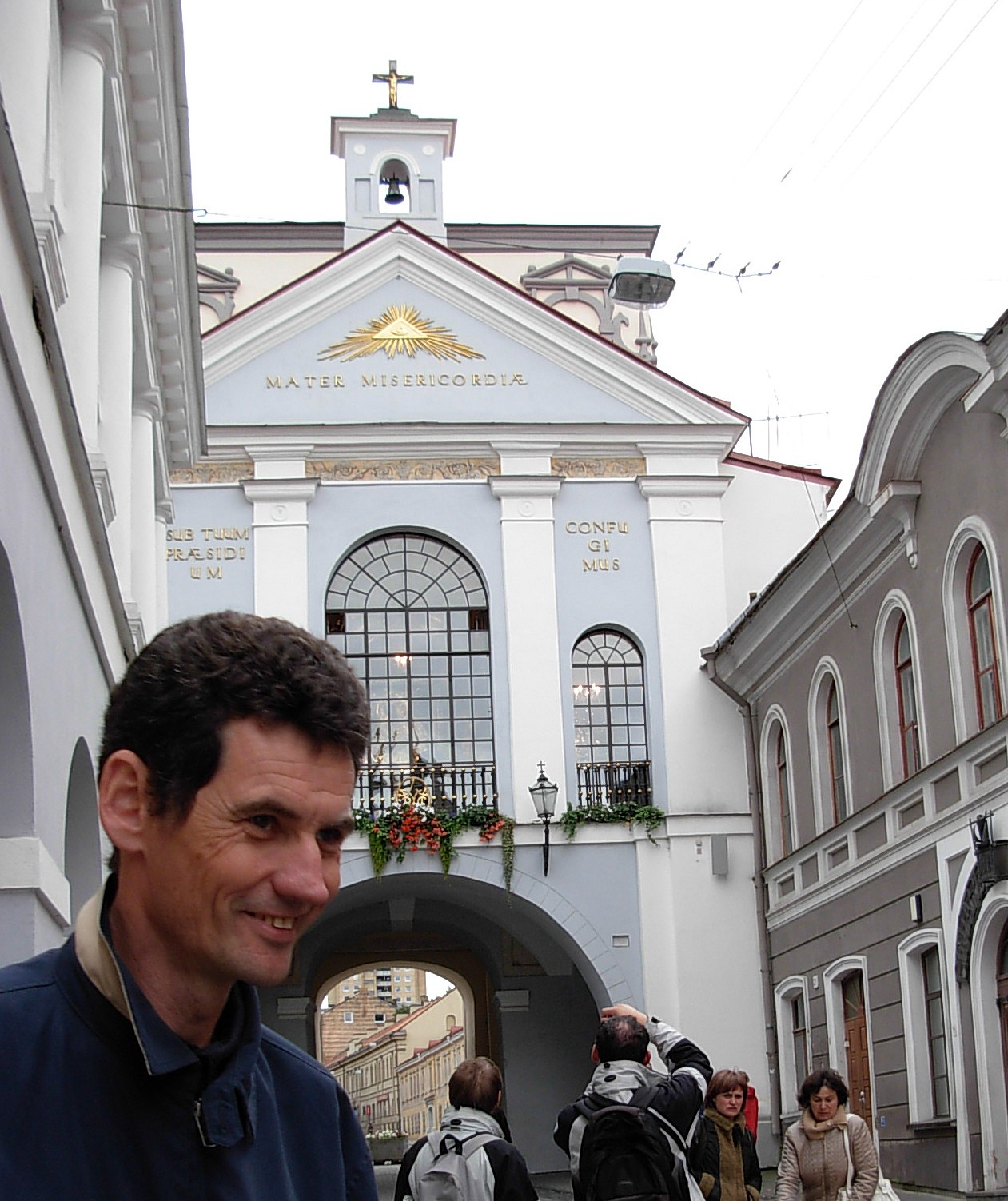
Arūnas Degutis

Arūnas Degutis (* 26. Juli 1958 in Kaunas) ist ein litauischer Manager und Politiker, Mitglied des Europäischen Parlaments (2004–2009).

## Leben
Degutis studierte ab 1976 an der Fakultät für Wirtschaftskybernetik und Finanzen der Universität Vilnius und schloss dort 1981 sein Studium ab. Er war Redakteur der (von der litauischen Unabhängigkeitsbewegung herausgegebenen) „Sąjūdis-Nachrichten“, 1984 Mitglied des Kontroll- und Rechnungsprüfungsausschusses des Litauischen Genossenschaftsverbands und 1988 Mitglied des „Sąjūdis“-Rates von Vilnius.
Degutis war von 1990 bis 1992 Mitglied des Litauischen Rekonstituierenden Parlaments (Seimas) und war am 11. März 1990 Unterzeichner der litauischen Unabhängigkeitserklärung. Er war zwischen 1992 und 1993 als Projektleiter bei der „Canadian AGRA/AGRA AG“ tätig und war von 1995 bis 1999 Mitglied der Amerikanischen Handelskammer. Zudem war Degutis im Jahr 2000 als Berater des Bürgermeisters der Stadtgemeinde Vilnius beschäftigt und arbeitete 1999 und 2001 als Berater des litauischen Ministerpräsidenten in Fragen ausländischer Investitionen. Er war von 2004 bis 2007 Mitglied des Rates der Darbo partija, über die er auch ins Europaparlament gelangte. Nach den Turbulenzen innerhalb der Partei trat Degutis 2007 aus der Partei aus. Er war Mitglied in der Allianz der Liberalen und Demokraten für Europa.
Seit 1999 leitet er den Verband Lietuvos orlaivių savininkų ir pilotų asociacija.